# Guillaume Cunnington
Guillaume Cunnington (Parijs, 7 juli 1976) is een Frans autocoureur en bankier.

## Carrière
Cunnington begon zijn autosportcarrière in 2013 tijdens het laatste raceweekend van de Aziatische Formule Renault Challenge op het Zhuhai International Circuit voor het Asia Racing Team. In 2014 maakte hij de overstap naar het team PS Racing en behaalde acht overwinningen uit dertien races in de Master Class, waarmee hij overtuigend kampioen werd met 140 punten. Door zijn prestaties werd hij aan het eind van het jaar uitgenodigd om te testen in een Formule Renault 3.5 Series-auto op het Motorland Aragón voor het team Tech 1 Racing.
In 2015 maakte Cunnington zijn Formule 3-debuut in het Japanse Formule 3-kampioenschap, uitkomend voor het team FSC Motorsport in de nationale klasse. Hierin eindigde hij met elf punten als zesde in het kampioenschap, terwijl hij in het hoofdkampioenschap met een veertiende plaats tijdens de laatste race op het Sportsland SUGO als beste resultaat puntloos onderaan eindigde. Vervolgens werd hij opnieuw uitgenodigd voor een test in het kampioenschap dat inmiddels de naam veranderd heeft naar Formule V8 3.5 in een Lotus op Aragón. Aan het eind van dat jaar maakte hij ook zijn debuut in de TCR International Series tijdens het raceweekend op het Circuito da Guia voor het team Liqui Moly Team Engstler in een Seat León Cup Racer. Met een zeventiende plaats en een uitvalbeurt werd hij 58e in de eindstand.